# Scooby-Doo merge la Hollywood
Scooby-Doo merge la Hollywood (engleză Scooby-Doo Goes Hollywood) este un film de televiziune de o oră având în distribuție personajele din desenul animat Scooby-Doo de Hanna-Barbera. A fost difuzat pentru prima oară pe ABC după-amiaza în 23 decembrie 1979.
Filmul a fost pentru prima oară lansat pe VHS de WorldVision Enterprises în anii 80 și este în acest moment disponibil pe DVD de către Warner Home Video.
Acesta a rulat și în România pe Cartoon Network (în cadrul lui Cartoon Network Cinema) și mai apoi pe Boomerang (în cadrul lui Boomerang Cinema).

## Distribuție română
- Alexandru Pop- Scoobert Scooby Doo
- Valentina Fătu- Velma Dinkley

## Premis
O parodie muzicală și de Hollywood, filmul se învârte în jurul lui Shaggy care-l convinge pe Scooby-Doo că amândoi merită mai mult decât să fie staruri în ceea ce el consideră un serial pentru sâmbetele dimineața de clasă inferioară și încearcă să sugereze un număr de seriale potențiale pentru dup-amiezi executivului rețelei "C.J.", care toate sunt parodii ale filmelor și serialelor TV pe-atunci populare. Prinși în mijlocul acestui mare calvar sunt Fred, Daphne, Velma și de asemenea toți admiratorii și fanii lui Scooby-Doo, iar aceștia îl conving pe Scooby să revină la serialul lui pentru sâmbetele dimineața.